# Manyara (Region)
Manyara ist eine der 31 Regionen von Tansania und liegt im Nordosten des Landes. Der Sitz der Verwaltung ist in Babati.

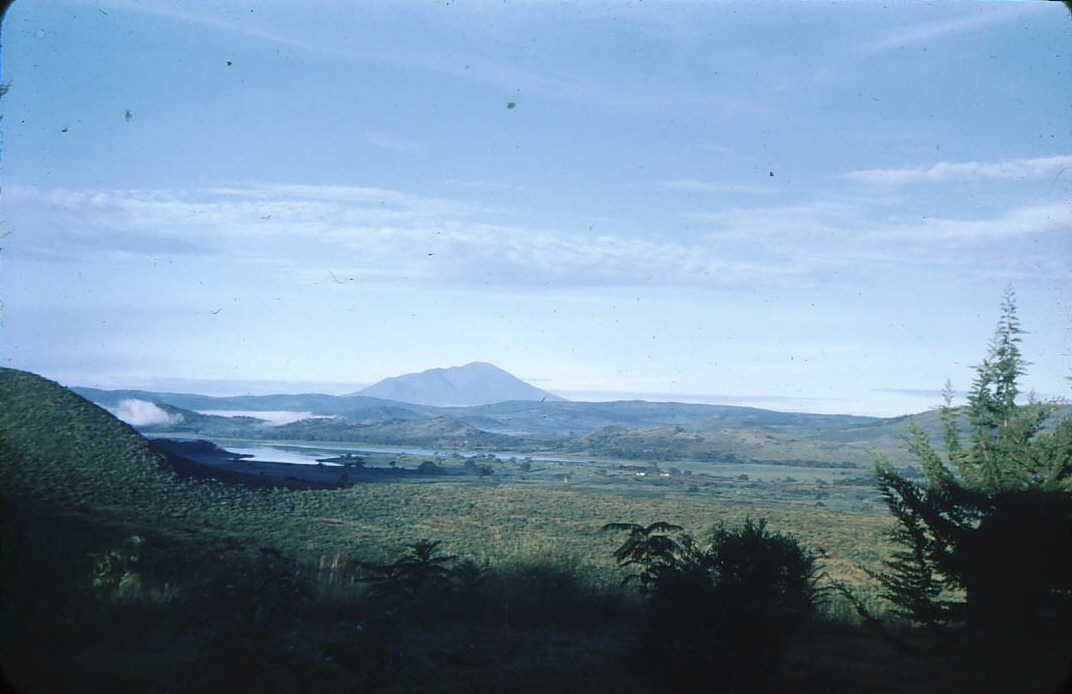
Der Babatisee mit dem Berg Hanang im Hintergrund

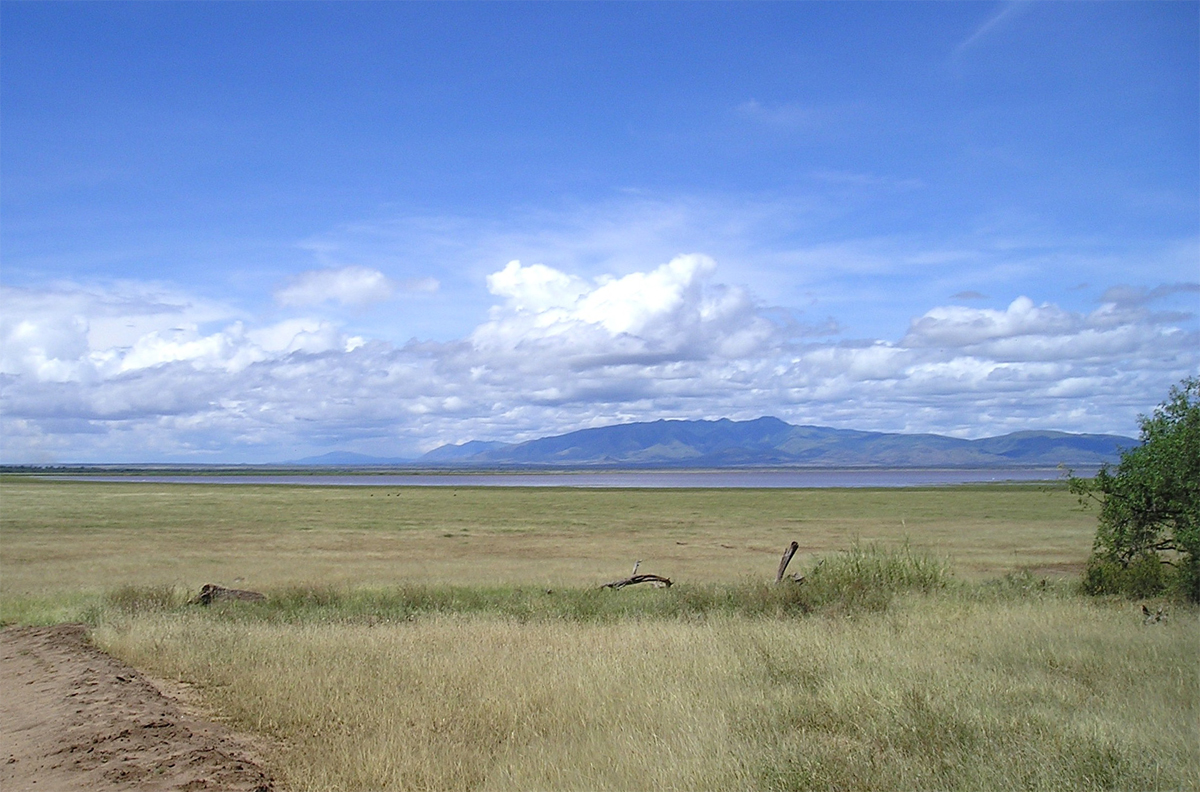
Der Manyara-See

## Geographie
Die Region ist 50.921 Quadratkilometer groß und hat rund 1,9 Millionen Einwohner (Volkszählung 2022). Das Land liegt in einer Höhe von 1000 bis 2000 Meter über dem Meer. Die höchsten Berge sind der Oldeani an der Grenze zu Arusha mit 3,188 und der Hanang mit 3.103 Meter über dem Meer. Im Nordwesten, an der Grenze zu Arusha, liegt der fünfzig Kilometer lange und sechzehn Kilometer breite Manyara-See. Der größte Fluss der Region ist der Pangani, der im Osten entlang der Grenze zur Region Kilimandscharo nach Süden in die Region Tanga fließt und dort in den Indischen Ozean mündet.
Manyara liegt abhängig von der geographischen Lage in verschiedenen Klimazonen, der größte Teil des Landes hat warmes, sommerliches Mittelmeerklima, Csb in der effektiven Klimaklassifikation. Agrarökologisch lässt sich das Gebiet in drei Zonen einteilen:
- Das Hochland des Grabenbruchs: Hier fallen 800 bis 1000 Millimeter Regen im Jahr. Die Temperatur liegt zwischen 20 und 25 Grad Celsius, weshalb das Gebiet in der deutschen Kolonialzeit auch als „Winter Hochland“ bezeichnet wurde.
- Das halbtrockene Mittelland: Diese ebene Zone liegt etwas über 1000 Meter über dem Meer. Es fällt wenig Niederschlag, im Durchschnitt zwischen 450 und 700 Millimeter im Jahr.
- Die Massai Steppe: Die offenen Grasland-Steppe geht allmählich in Buschland über. Hier fallen nur 350 bis 400 Millimeter Regen jährlich.

### Klima
Es gibt meist zwei Regenzeiten, kurze Regenschauer fallen in den Monaten Oktober bis Dezember, lange Regenfälle gibt es von Februar bis Juni, dazwischen liegen zwei Trockenperioden. Die Temperaturen schwanken abhängig von der geographischen Lage zwischen 13 Grad Celsius im Frühjahr und 33 Grad im Sommer.
|                        | Jan  | Feb  | Mär  | Apr  | Mai  | Jun  | Jul  | Aug  | Sep  | Okt  | Nov  | Dez  |   |      |
| Mittl. Temperatur (°C) | 21,3 | 21,4 | 21,5 | 21,4 | 19,5 | 18,2 | 17,1 | 18,2 | 19,8 | 20,9 | 21,8 | 21,6 | ⌀ | 20,2 |
| Mittl. Tagesmax. (°C)  | 27,5 | 27,8 | 27,1 | 26,3 | 24,1 | 23,5 | 22,6 | 23,9 | 26   | 27,4 | 27,8 | 27,5 | ⌀ | 25,9 |
| Mittl. Tagesmin. (°C)  | 15,2 | 15,1 | 16   | 16,6 | 14,9 | 13   | 11,7 | 12,5 | 13,7 | 14,4 | 15,8 | 15,8 | ⌀ | 14,6 |
|                        |      |      |      |      |      |      |      |      |      |      |      |      |   |      |
| Niederschlag (mm)      | 94   | 91   | 151  | 182  | 69   | 5    | 2    | 0    | 4    | 17   | 81   | 135  | Σ | 831  |

| 15,2 |

| 15,1 |

| 16 |

| 16,6 |

| 14,9 |

| 13 |

| 11,7 |

| 12,5 |

| 13,7 |

| 14,4 |

| 15,8 |

| 15,8 |

| 15,2 |

| 15,1 |

| 16 |

| 16,6 |

| 14,9 |

| 13 |

| 11,7 |

| 12,5 |

| 13,7 |

| 14,4 |

| 15,8 |

| 15,8 |

### Nachbarregionen
|         | Arusha                                      | Kilimandscharo |
| Singida | Kompassrose, die auf Nachbargemeinden zeigt |                |
| Dodoma  |                                             | Tanga          |

## Geschichte
Das Gebiet von Manyara war während der Kolonialzeit Teil der Nordprovinz. Als Tansania die Unabhängigkeit erlangte, gehörte Manyara zur Region Arusha, im Jahr 2002 wurde Manyara eine eigenständige Region.

## Verwaltungsgliederung
Die Region Manyara wird in sieben Distrikte untergliedert:
| Distrikt  | Fläche km2 | Einwohner 2012 | Einwohner 2016 | Einwohner 2022 |
| --------- | ---------- | -------------- | -------------- | -------------- |
| Babati TC | 461        | 93.108         | 105.710        | 129.572        |
| Babati DC | 5.608      | 312.392        | 354.674        | 375.200        |
| Hanang    | 3.814      | 275.990        | 313.345        | 367.391        |
| Kiteto    | 16.645     | 244.669        | 277.785        | 352.305        |
| Mbulu TC  | 4.452      | 320.279        | 146.130        | 138.593        |
| Mbulu DC  | 4.452      | 320.279        | 217.499        | 238.272        |
| Simanjiro | 19.941     | 178.693        | 202.879        | 291.169        |

## Bevölkerung
Die Bevölkerung in der Region gehört zu den großen ethischen Gruppen der Bantu und der Niloten. Manyara ist eine Region mit hohem Bevölkerungswachstum und hat eine niedrige HIV-Prävalenz. Fast drei Viertel der Bevölkerung können Lesen und Schreiben, 77 Prozent der Männer und 68 Prozent der Frauen:
Die Gegenüberstellung der Altersstrukturen der Landbevölkerung und der Stadtbevölkerung zeigt bei der Landbevölkerung die für viele afrikanische Regionen typische Breite Basis, den hohen Anteil an unter Fünfzehnjährigen. Die Stadtbevölkerung dagegen hat eine Ausbuchtung in der Altersgruppe von 15 bis 24 Jahre. Dies deutet darauf hin, dass es eine Zuwanderung von Jugendlichen in die Stadt gibt.

## Einrichtungen und Dienstleistungen
- Bildung: In der Region gibt es 640 Grundschulen und 156 weiterführende Schulen (Stand 2018).[14]
- Gesundheit: Für die medizinische Betreuung der Bevölkerung stehen 192 Gesundheitszentren zur Verfügung.[14]
- Wasser: Zugang zu sauberem und sicherem Wasser hatten 48 Prozent der Bevölkerung. 52 Prozent bekamen ihr Wasser aus ungeschützten Quellen, von Regenwasser, aus Gewässern oder mit Tankwagen.[15]

| Die wichtigsten wirtschaftlichen Tätigkeiten sind die Landwirtschaft und der Bergbau. | Hier fehlt eine Grafik, die leider im Moment aus technischen Gründen nicht angezeigt werden kann. Wir arbeiten daran! |

### Landwirtschaft

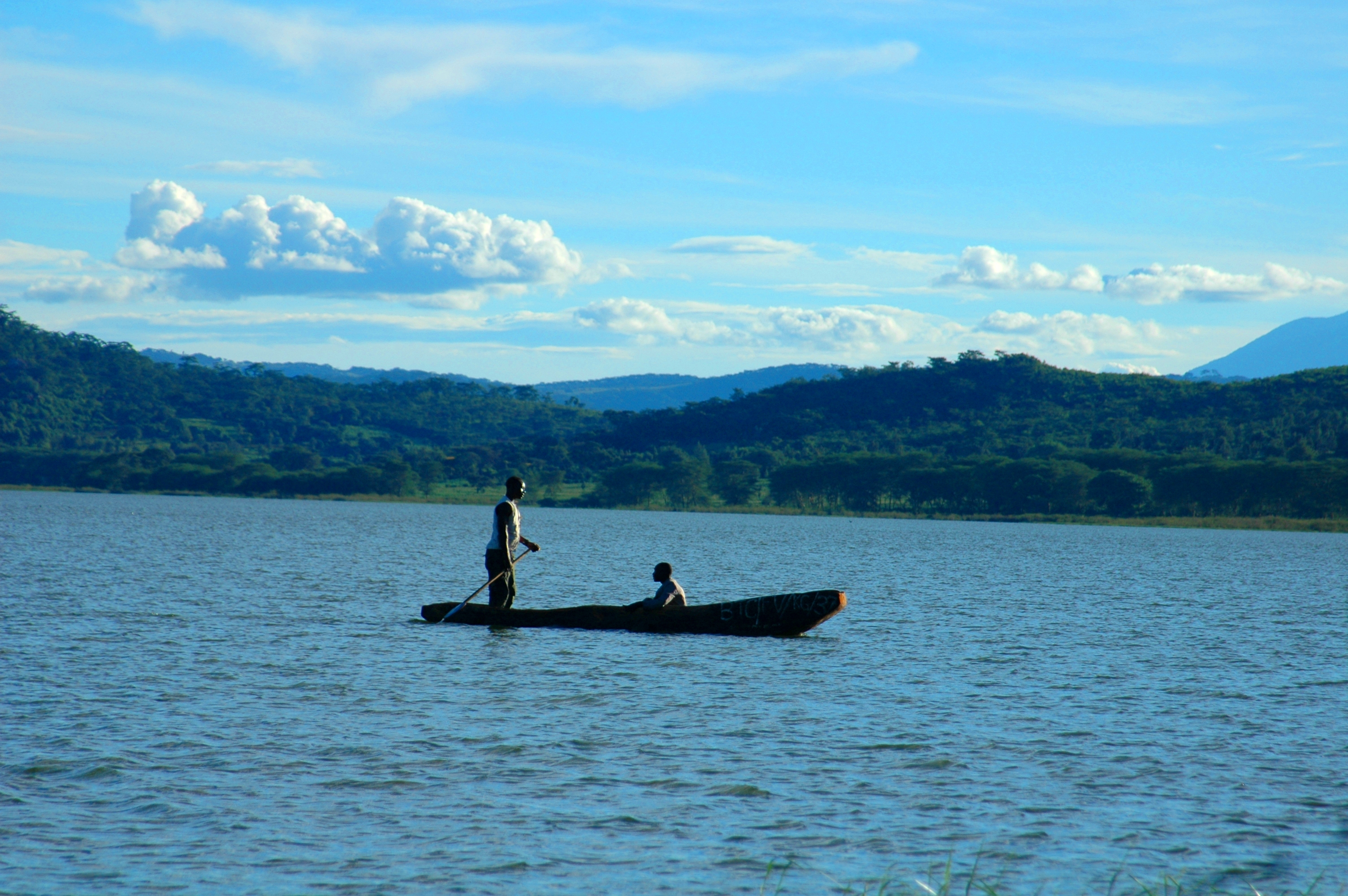
Fischer auf dem Babatisee

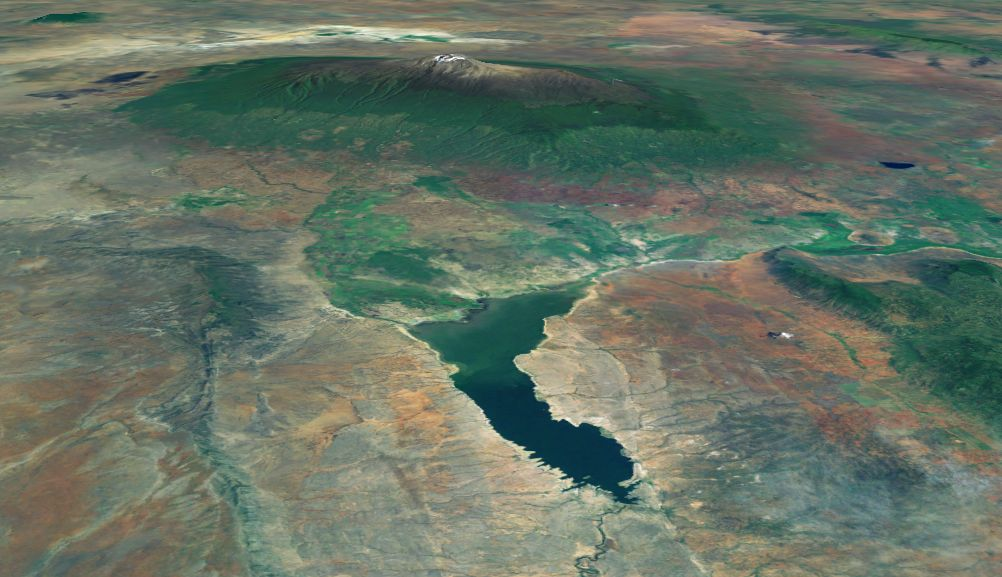
Der Nyumba ya Mungu Stausee, im Hintergrund der Kilimandscharo

### Fischerei
In der Region gibt es sieben Seen, wo der Fischfang eine wichtige wirtschaftliche Tätigkeit für die umliegenden Gemeinden ist. Neben den Seen Manyara, Babati und Burunge im Distrikt Babati, Bassoutu, Balang'dalalu und Basodesh im Distrikt Hanang und Tlawi im Distrikt Mbulu wird die Fischerei auch in den Flüssen Ruvu, Pangani und Tarangire, sowie im Nyumba ya Mungu Stausee betrieben.

### Bergbau
In Manyara werden Mineralien gefunden, vor allem Tansanit, Rubin, grüner Granat und grüner Turmalin.

### Gewerbe und Industrie
Von den 2400 Unternehmen in Manyara sind 99 Prozent Klein- und Kleinstunternehmen. Größere Betriebe sind (Stand 2019):
- Minjingu Mines & Fertilizers: Die Firma mit Sitz im Distrikt Babati baut jährlich 100.000 Tonnen Phosphat ab und stellt daraus Düngemittel her.[20]
- TanzaniteOne: 650 Mitarbeiter bauen Tansanit in Merelani ab, verkaufen rohen Tansanit und schleifen ihn.[21]
- Manyara Zuckerfabrik: Die Zuckerfabrik Manyara Sugar Limited erzeugte 2016/17 über 4000 Tonnen Zucker.[22]

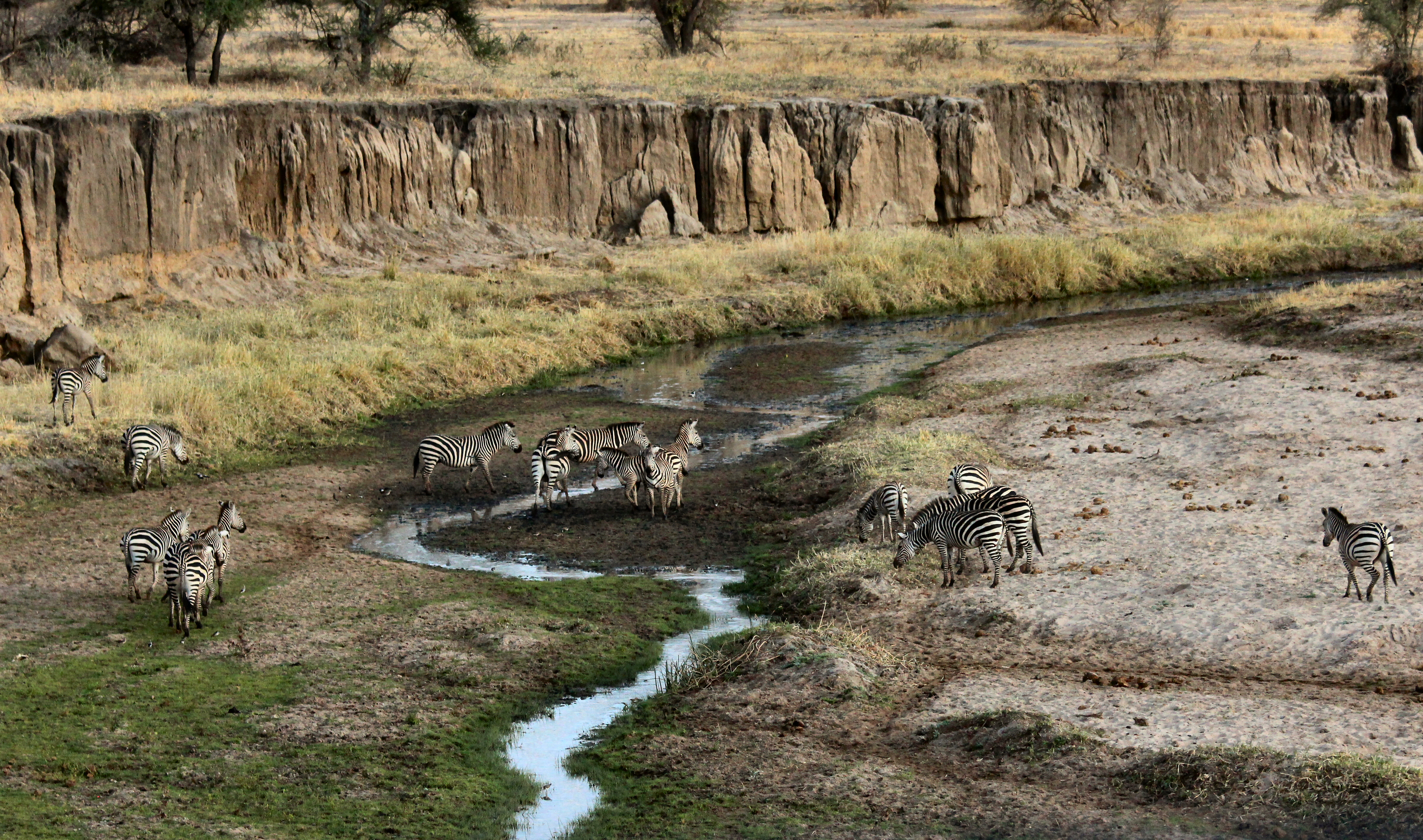
Zebras im Tarangire-Nationalpark

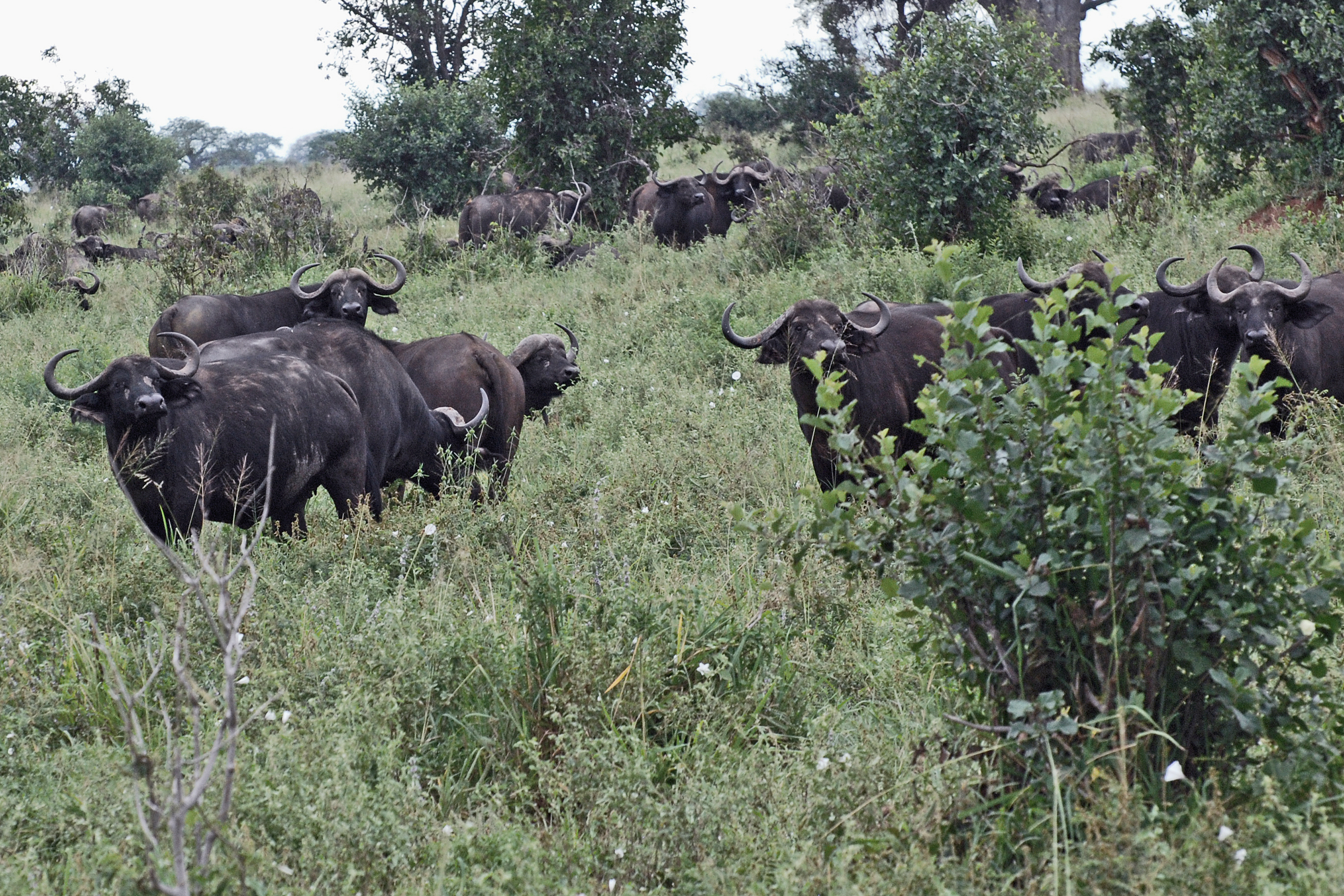
Büffel im Manyara-Nationalpark

### Tourismus
Die Hauptattraktionen für den Fremdenverkehr sind die Nationalparks mit ihrem Reichtum an Großwild und Vögeln.

### Verkehr
- Straße: Babati liegt an der Nationalstraße T6, die Dodoma mit Arusha verbindet. Von dieser zweigt in Babati die T14 ab, die nach Singida führt. Die Straße von Babati nach Norden, nach Arusha und Moshi, ist asphaltiert.[24][25]
- Flughafen: Der Flughafen Lake Manyara mit 29.000 Passagieren im Jahr 2018 hat nur lokale Bedeutung.[3]

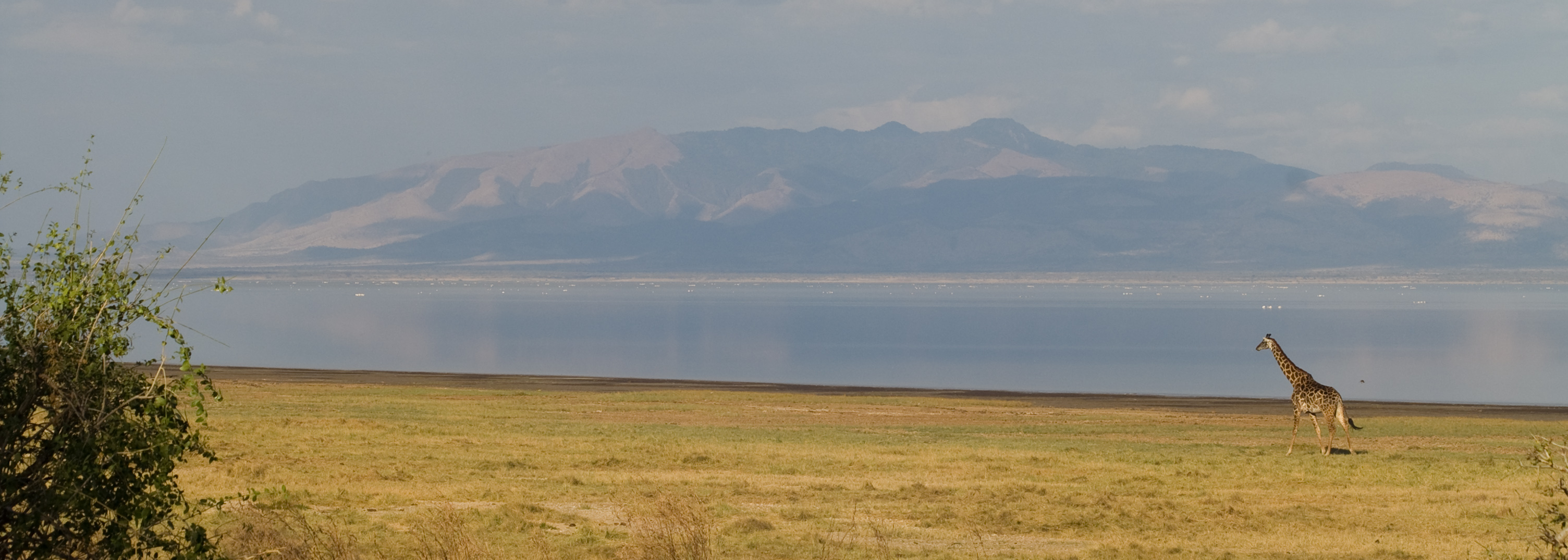
Giraffe am Lake Manyara

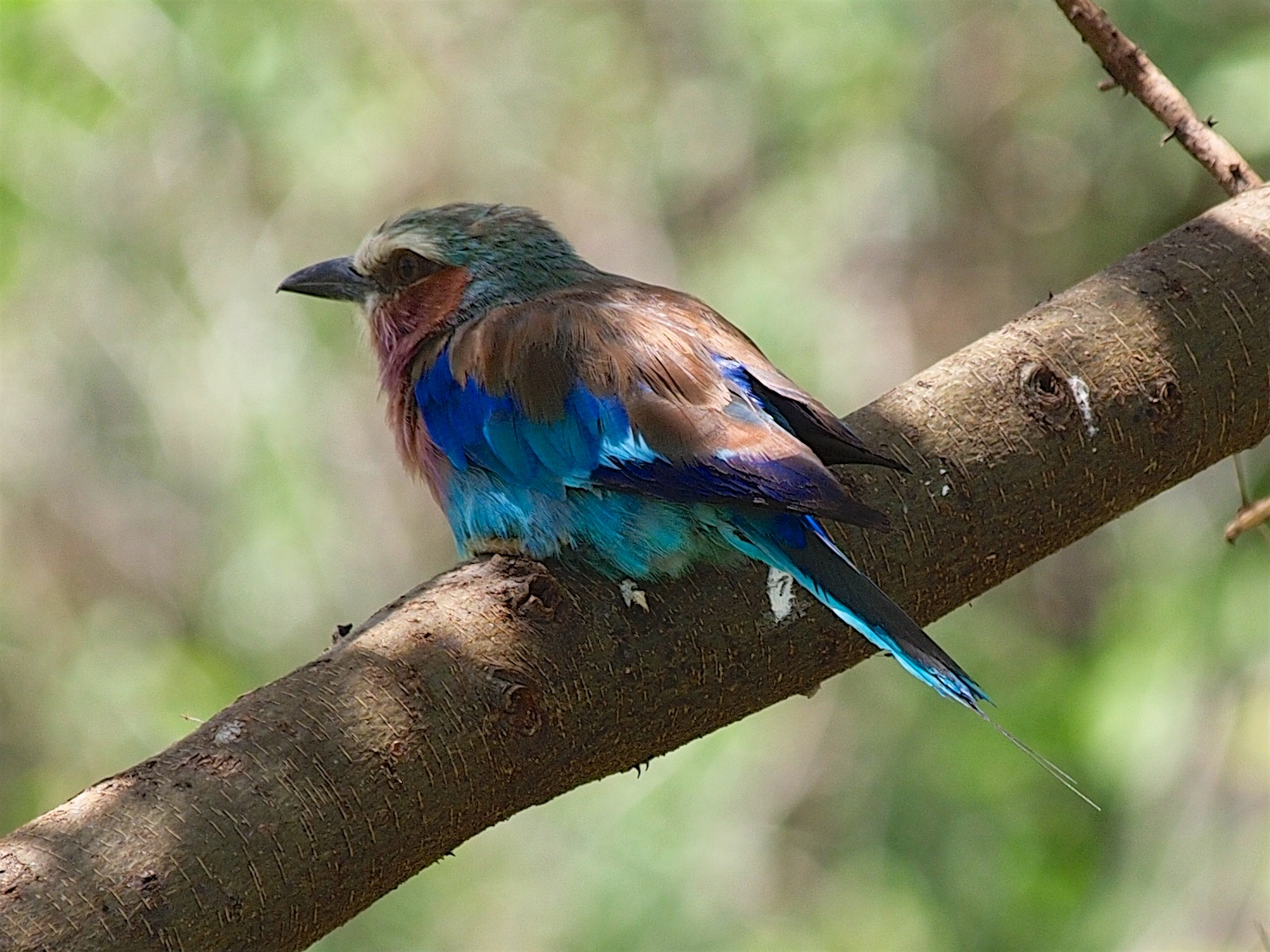
Gabelracke im Manyara-Nationalpark

## Sehenswürdigkeiten
- Tarangire-Nationalpark: Er ist mit 2850 Quadratkilometer der sechstgrößte Nationalpark in Tansania, der auch in die Regionen Arusha und Dodoma reicht. Der Tarangire Fluss ist die einzige Wasserquelle. In der Trockenzeit wandern Hunderte Elefanten, Herden von Gnus, Zebras, Büffel, Impalas und Gazellen zu den schrumpfenden Wasserstellen.[3][26]
- Lake-Manyara-Nationalpark: Der 648 Quadratkilometer große Park rund um den Sodasee an der Grenze zu Arusha ist speziell für seine Flamingos und die baumkletternden Löwen bekannt.[3][27]
- Mkungunero Wildreservat: Dieses 744 Quadratkilometer große Wildreservat wurde im Jahr 1996 als Pufferzone zum Tarangire-Nationalpark eingerichtet. Teilweise liegt es auch in der Region Dodoma und umfasst Grasflächen, Buschzonen mit Akazien und Miombo-Wälder.[3][28]
- Suledo Waldreservat: Im Jahr 1993 wurde das 167.400 Hektar große Miombo-Wald-Reservat eingerichtet, um die Waldausbeutung einzudämmen. Nach anfänglichen Schwierigkeiten wurde durch Einbindung der lokalen Behörden eine wirtschaftliche Grundlage für 50.000 Menschen in neun Dörfern geschaffen. Im Jahr 2002 wurde dem Projekt der Äquator-Preis der Vereinten Nationen verliehen.[29]